# 大口擬鮋
大口擬鮋（学名：Scorpaenopsis brevifrons）是輻鰭魚綱鮋形目鮋亞目鮋科的其中一種，為熱帶海水魚，分布於中太平洋東部夏威夷群島及中途島海域，棲息深度1-38公尺，體長可達13.3公分。棲息在珊瑚礁、礁石區底層水域，生活習性不明。

## 扩展阅读
維基物種上的相關：大口擬鮋